# Sobrecàrrega (escacs)
La sobrecàrrega és un tema tàctic en escacs en el qual una peça defensiva té assignada la defensa simultània de dues o més peces o caselles de l'escaquer, de manera que no pot atendre-les totes alhora, ja que si atén la defensa d'una de les peces o caselles, ha de desatendre la resta.

## Exemples
|   | a | b | c | d | e | f | g | h |   |
| 8 | f8 negres dama · h8 negres rei · e6 negres alfil · f3 blanques cavall · h3 blanques peó · f2 blanques peó · g2 blanques peó · g1 blanques rei | f8 negres dama · h8 negres rei · e6 negres alfil · f3 blanques cavall · h3 blanques peó · f2 blanques peó · g2 blanques peó · g1 blanques rei | f8 negres dama · h8 negres rei · e6 negres alfil · f3 blanques cavall · h3 blanques peó · f2 blanques peó · g2 blanques peó · g1 blanques rei | f8 negres dama · h8 negres rei · e6 negres alfil · f3 blanques cavall · h3 blanques peó · f2 blanques peó · g2 blanques peó · g1 blanques rei | f8 negres dama · h8 negres rei · e6 negres alfil · f3 blanques cavall · h3 blanques peó · f2 blanques peó · g2 blanques peó · g1 blanques rei | f8 negres dama · h8 negres rei · e6 negres alfil · f3 blanques cavall · h3 blanques peó · f2 blanques peó · g2 blanques peó · g1 blanques rei | f8 negres dama · h8 negres rei · e6 negres alfil · f3 blanques cavall · h3 blanques peó · f2 blanques peó · g2 blanques peó · g1 blanques rei | f8 negres dama · h8 negres rei · e6 negres alfil · f3 blanques cavall · h3 blanques peó · f2 blanques peó · g2 blanques peó · g1 blanques rei | 8 |
| 7 | f8 negres dama · h8 negres rei · e6 negres alfil · f3 blanques cavall · h3 blanques peó · f2 blanques peó · g2 blanques peó · g1 blanques rei | f8 negres dama · h8 negres rei · e6 negres alfil · f3 blanques cavall · h3 blanques peó · f2 blanques peó · g2 blanques peó · g1 blanques rei | f8 negres dama · h8 negres rei · e6 negres alfil · f3 blanques cavall · h3 blanques peó · f2 blanques peó · g2 blanques peó · g1 blanques rei | f8 negres dama · h8 negres rei · e6 negres alfil · f3 blanques cavall · h3 blanques peó · f2 blanques peó · g2 blanques peó · g1 blanques rei | f8 negres dama · h8 negres rei · e6 negres alfil · f3 blanques cavall · h3 blanques peó · f2 blanques peó · g2 blanques peó · g1 blanques rei | f8 negres dama · h8 negres rei · e6 negres alfil · f3 blanques cavall · h3 blanques peó · f2 blanques peó · g2 blanques peó · g1 blanques rei | f8 negres dama · h8 negres rei · e6 negres alfil · f3 blanques cavall · h3 blanques peó · f2 blanques peó · g2 blanques peó · g1 blanques rei | f8 negres dama · h8 negres rei · e6 negres alfil · f3 blanques cavall · h3 blanques peó · f2 blanques peó · g2 blanques peó · g1 blanques rei | 7 |
| 6 | f8 negres dama · h8 negres rei · e6 negres alfil · f3 blanques cavall · h3 blanques peó · f2 blanques peó · g2 blanques peó · g1 blanques rei | f8 negres dama · h8 negres rei · e6 negres alfil · f3 blanques cavall · h3 blanques peó · f2 blanques peó · g2 blanques peó · g1 blanques rei | f8 negres dama · h8 negres rei · e6 negres alfil · f3 blanques cavall · h3 blanques peó · f2 blanques peó · g2 blanques peó · g1 blanques rei | f8 negres dama · h8 negres rei · e6 negres alfil · f3 blanques cavall · h3 blanques peó · f2 blanques peó · g2 blanques peó · g1 blanques rei | f8 negres dama · h8 negres rei · e6 negres alfil · f3 blanques cavall · h3 blanques peó · f2 blanques peó · g2 blanques peó · g1 blanques rei | f8 negres dama · h8 negres rei · e6 negres alfil · f3 blanques cavall · h3 blanques peó · f2 blanques peó · g2 blanques peó · g1 blanques rei | f8 negres dama · h8 negres rei · e6 negres alfil · f3 blanques cavall · h3 blanques peó · f2 blanques peó · g2 blanques peó · g1 blanques rei | f8 negres dama · h8 negres rei · e6 negres alfil · f3 blanques cavall · h3 blanques peó · f2 blanques peó · g2 blanques peó · g1 blanques rei | 6 |
| 5 | f8 negres dama · h8 negres rei · e6 negres alfil · f3 blanques cavall · h3 blanques peó · f2 blanques peó · g2 blanques peó · g1 blanques rei | f8 negres dama · h8 negres rei · e6 negres alfil · f3 blanques cavall · h3 blanques peó · f2 blanques peó · g2 blanques peó · g1 blanques rei | f8 negres dama · h8 negres rei · e6 negres alfil · f3 blanques cavall · h3 blanques peó · f2 blanques peó · g2 blanques peó · g1 blanques rei | f8 negres dama · h8 negres rei · e6 negres alfil · f3 blanques cavall · h3 blanques peó · f2 blanques peó · g2 blanques peó · g1 blanques rei | f8 negres dama · h8 negres rei · e6 negres alfil · f3 blanques cavall · h3 blanques peó · f2 blanques peó · g2 blanques peó · g1 blanques rei | f8 negres dama · h8 negres rei · e6 negres alfil · f3 blanques cavall · h3 blanques peó · f2 blanques peó · g2 blanques peó · g1 blanques rei | f8 negres dama · h8 negres rei · e6 negres alfil · f3 blanques cavall · h3 blanques peó · f2 blanques peó · g2 blanques peó · g1 blanques rei | f8 negres dama · h8 negres rei · e6 negres alfil · f3 blanques cavall · h3 blanques peó · f2 blanques peó · g2 blanques peó · g1 blanques rei | 5 |
| 4 | f8 negres dama · h8 negres rei · e6 negres alfil · f3 blanques cavall · h3 blanques peó · f2 blanques peó · g2 blanques peó · g1 blanques rei | f8 negres dama · h8 negres rei · e6 negres alfil · f3 blanques cavall · h3 blanques peó · f2 blanques peó · g2 blanques peó · g1 blanques rei | f8 negres dama · h8 negres rei · e6 negres alfil · f3 blanques cavall · h3 blanques peó · f2 blanques peó · g2 blanques peó · g1 blanques rei | f8 negres dama · h8 negres rei · e6 negres alfil · f3 blanques cavall · h3 blanques peó · f2 blanques peó · g2 blanques peó · g1 blanques rei | f8 negres dama · h8 negres rei · e6 negres alfil · f3 blanques cavall · h3 blanques peó · f2 blanques peó · g2 blanques peó · g1 blanques rei | f8 negres dama · h8 negres rei · e6 negres alfil · f3 blanques cavall · h3 blanques peó · f2 blanques peó · g2 blanques peó · g1 blanques rei | f8 negres dama · h8 negres rei · e6 negres alfil · f3 blanques cavall · h3 blanques peó · f2 blanques peó · g2 blanques peó · g1 blanques rei | f8 negres dama · h8 negres rei · e6 negres alfil · f3 blanques cavall · h3 blanques peó · f2 blanques peó · g2 blanques peó · g1 blanques rei | 4 |
| 3 | f8 negres dama · h8 negres rei · e6 negres alfil · f3 blanques cavall · h3 blanques peó · f2 blanques peó · g2 blanques peó · g1 blanques rei | f8 negres dama · h8 negres rei · e6 negres alfil · f3 blanques cavall · h3 blanques peó · f2 blanques peó · g2 blanques peó · g1 blanques rei | f8 negres dama · h8 negres rei · e6 negres alfil · f3 blanques cavall · h3 blanques peó · f2 blanques peó · g2 blanques peó · g1 blanques rei | f8 negres dama · h8 negres rei · e6 negres alfil · f3 blanques cavall · h3 blanques peó · f2 blanques peó · g2 blanques peó · g1 blanques rei | f8 negres dama · h8 negres rei · e6 negres alfil · f3 blanques cavall · h3 blanques peó · f2 blanques peó · g2 blanques peó · g1 blanques rei | f8 negres dama · h8 negres rei · e6 negres alfil · f3 blanques cavall · h3 blanques peó · f2 blanques peó · g2 blanques peó · g1 blanques rei | f8 negres dama · h8 negres rei · e6 negres alfil · f3 blanques cavall · h3 blanques peó · f2 blanques peó · g2 blanques peó · g1 blanques rei | f8 negres dama · h8 negres rei · e6 negres alfil · f3 blanques cavall · h3 blanques peó · f2 blanques peó · g2 blanques peó · g1 blanques rei | 3 |
| 2 | f8 negres dama · h8 negres rei · e6 negres alfil · f3 blanques cavall · h3 blanques peó · f2 blanques peó · g2 blanques peó · g1 blanques rei | f8 negres dama · h8 negres rei · e6 negres alfil · f3 blanques cavall · h3 blanques peó · f2 blanques peó · g2 blanques peó · g1 blanques rei | f8 negres dama · h8 negres rei · e6 negres alfil · f3 blanques cavall · h3 blanques peó · f2 blanques peó · g2 blanques peó · g1 blanques rei | f8 negres dama · h8 negres rei · e6 negres alfil · f3 blanques cavall · h3 blanques peó · f2 blanques peó · g2 blanques peó · g1 blanques rei | f8 negres dama · h8 negres rei · e6 negres alfil · f3 blanques cavall · h3 blanques peó · f2 blanques peó · g2 blanques peó · g1 blanques rei | f8 negres dama · h8 negres rei · e6 negres alfil · f3 blanques cavall · h3 blanques peó · f2 blanques peó · g2 blanques peó · g1 blanques rei | f8 negres dama · h8 negres rei · e6 negres alfil · f3 blanques cavall · h3 blanques peó · f2 blanques peó · g2 blanques peó · g1 blanques rei | f8 negres dama · h8 negres rei · e6 negres alfil · f3 blanques cavall · h3 blanques peó · f2 blanques peó · g2 blanques peó · g1 blanques rei | 2 |
| 1 | f8 negres dama · h8 negres rei · e6 negres alfil · f3 blanques cavall · h3 blanques peó · f2 blanques peó · g2 blanques peó · g1 blanques rei | f8 negres dama · h8 negres rei · e6 negres alfil · f3 blanques cavall · h3 blanques peó · f2 blanques peó · g2 blanques peó · g1 blanques rei | f8 negres dama · h8 negres rei · e6 negres alfil · f3 blanques cavall · h3 blanques peó · f2 blanques peó · g2 blanques peó · g1 blanques rei | f8 negres dama · h8 negres rei · e6 negres alfil · f3 blanques cavall · h3 blanques peó · f2 blanques peó · g2 blanques peó · g1 blanques rei | f8 negres dama · h8 negres rei · e6 negres alfil · f3 blanques cavall · h3 blanques peó · f2 blanques peó · g2 blanques peó · g1 blanques rei | f8 negres dama · h8 negres rei · e6 negres alfil · f3 blanques cavall · h3 blanques peó · f2 blanques peó · g2 blanques peó · g1 blanques rei | f8 negres dama · h8 negres rei · e6 negres alfil · f3 blanques cavall · h3 blanques peó · f2 blanques peó · g2 blanques peó · g1 blanques rei | f8 negres dama · h8 negres rei · e6 negres alfil · f3 blanques cavall · h3 blanques peó · f2 blanques peó · g2 blanques peó · g1 blanques rei | 1 |
|   | a | b | c | d | e | f | g | h |   |

Al Diagrama 1 el peó blanc de g2 no pot atendre simultàniament la defensa del cavall de f3 i del peó d'h3.
Després del sacrifici 1. ... Axh3 per part de les negres, si les blanques l'accepten, amb 2. gxh3 llavors el cavall de f3 queda indefens, i la dama negra el pot capturar amb Dxf3. El peó blanc estava, per tant, sobrecarregat.
|   | a | b | c | d | e | f | g | h |   |
| 8 | c8 negres dama · g8 negres rei · c7 negres torre · f7 negres peó · g7 negres peó · h7 negres peó · g3 blanques dama · h3 blanques peó · f2 blanques peó · g2 blanques peó · e1 blanques torre · g1 blanques rei | c8 negres dama · g8 negres rei · c7 negres torre · f7 negres peó · g7 negres peó · h7 negres peó · g3 blanques dama · h3 blanques peó · f2 blanques peó · g2 blanques peó · e1 blanques torre · g1 blanques rei | c8 negres dama · g8 negres rei · c7 negres torre · f7 negres peó · g7 negres peó · h7 negres peó · g3 blanques dama · h3 blanques peó · f2 blanques peó · g2 blanques peó · e1 blanques torre · g1 blanques rei | c8 negres dama · g8 negres rei · c7 negres torre · f7 negres peó · g7 negres peó · h7 negres peó · g3 blanques dama · h3 blanques peó · f2 blanques peó · g2 blanques peó · e1 blanques torre · g1 blanques rei | c8 negres dama · g8 negres rei · c7 negres torre · f7 negres peó · g7 negres peó · h7 negres peó · g3 blanques dama · h3 blanques peó · f2 blanques peó · g2 blanques peó · e1 blanques torre · g1 blanques rei | c8 negres dama · g8 negres rei · c7 negres torre · f7 negres peó · g7 negres peó · h7 negres peó · g3 blanques dama · h3 blanques peó · f2 blanques peó · g2 blanques peó · e1 blanques torre · g1 blanques rei | c8 negres dama · g8 negres rei · c7 negres torre · f7 negres peó · g7 negres peó · h7 negres peó · g3 blanques dama · h3 blanques peó · f2 blanques peó · g2 blanques peó · e1 blanques torre · g1 blanques rei | c8 negres dama · g8 negres rei · c7 negres torre · f7 negres peó · g7 negres peó · h7 negres peó · g3 blanques dama · h3 blanques peó · f2 blanques peó · g2 blanques peó · e1 blanques torre · g1 blanques rei | 8 |
| 7 | c8 negres dama · g8 negres rei · c7 negres torre · f7 negres peó · g7 negres peó · h7 negres peó · g3 blanques dama · h3 blanques peó · f2 blanques peó · g2 blanques peó · e1 blanques torre · g1 blanques rei | c8 negres dama · g8 negres rei · c7 negres torre · f7 negres peó · g7 negres peó · h7 negres peó · g3 blanques dama · h3 blanques peó · f2 blanques peó · g2 blanques peó · e1 blanques torre · g1 blanques rei | c8 negres dama · g8 negres rei · c7 negres torre · f7 negres peó · g7 negres peó · h7 negres peó · g3 blanques dama · h3 blanques peó · f2 blanques peó · g2 blanques peó · e1 blanques torre · g1 blanques rei | c8 negres dama · g8 negres rei · c7 negres torre · f7 negres peó · g7 negres peó · h7 negres peó · g3 blanques dama · h3 blanques peó · f2 blanques peó · g2 blanques peó · e1 blanques torre · g1 blanques rei | c8 negres dama · g8 negres rei · c7 negres torre · f7 negres peó · g7 negres peó · h7 negres peó · g3 blanques dama · h3 blanques peó · f2 blanques peó · g2 blanques peó · e1 blanques torre · g1 blanques rei | c8 negres dama · g8 negres rei · c7 negres torre · f7 negres peó · g7 negres peó · h7 negres peó · g3 blanques dama · h3 blanques peó · f2 blanques peó · g2 blanques peó · e1 blanques torre · g1 blanques rei | c8 negres dama · g8 negres rei · c7 negres torre · f7 negres peó · g7 negres peó · h7 negres peó · g3 blanques dama · h3 blanques peó · f2 blanques peó · g2 blanques peó · e1 blanques torre · g1 blanques rei | c8 negres dama · g8 negres rei · c7 negres torre · f7 negres peó · g7 negres peó · h7 negres peó · g3 blanques dama · h3 blanques peó · f2 blanques peó · g2 blanques peó · e1 blanques torre · g1 blanques rei | 7 |
| 6 | c8 negres dama · g8 negres rei · c7 negres torre · f7 negres peó · g7 negres peó · h7 negres peó · g3 blanques dama · h3 blanques peó · f2 blanques peó · g2 blanques peó · e1 blanques torre · g1 blanques rei | c8 negres dama · g8 negres rei · c7 negres torre · f7 negres peó · g7 negres peó · h7 negres peó · g3 blanques dama · h3 blanques peó · f2 blanques peó · g2 blanques peó · e1 blanques torre · g1 blanques rei | c8 negres dama · g8 negres rei · c7 negres torre · f7 negres peó · g7 negres peó · h7 negres peó · g3 blanques dama · h3 blanques peó · f2 blanques peó · g2 blanques peó · e1 blanques torre · g1 blanques rei | c8 negres dama · g8 negres rei · c7 negres torre · f7 negres peó · g7 negres peó · h7 negres peó · g3 blanques dama · h3 blanques peó · f2 blanques peó · g2 blanques peó · e1 blanques torre · g1 blanques rei | c8 negres dama · g8 negres rei · c7 negres torre · f7 negres peó · g7 negres peó · h7 negres peó · g3 blanques dama · h3 blanques peó · f2 blanques peó · g2 blanques peó · e1 blanques torre · g1 blanques rei | c8 negres dama · g8 negres rei · c7 negres torre · f7 negres peó · g7 negres peó · h7 negres peó · g3 blanques dama · h3 blanques peó · f2 blanques peó · g2 blanques peó · e1 blanques torre · g1 blanques rei | c8 negres dama · g8 negres rei · c7 negres torre · f7 negres peó · g7 negres peó · h7 negres peó · g3 blanques dama · h3 blanques peó · f2 blanques peó · g2 blanques peó · e1 blanques torre · g1 blanques rei | c8 negres dama · g8 negres rei · c7 negres torre · f7 negres peó · g7 negres peó · h7 negres peó · g3 blanques dama · h3 blanques peó · f2 blanques peó · g2 blanques peó · e1 blanques torre · g1 blanques rei | 6 |
| 5 | c8 negres dama · g8 negres rei · c7 negres torre · f7 negres peó · g7 negres peó · h7 negres peó · g3 blanques dama · h3 blanques peó · f2 blanques peó · g2 blanques peó · e1 blanques torre · g1 blanques rei | c8 negres dama · g8 negres rei · c7 negres torre · f7 negres peó · g7 negres peó · h7 negres peó · g3 blanques dama · h3 blanques peó · f2 blanques peó · g2 blanques peó · e1 blanques torre · g1 blanques rei | c8 negres dama · g8 negres rei · c7 negres torre · f7 negres peó · g7 negres peó · h7 negres peó · g3 blanques dama · h3 blanques peó · f2 blanques peó · g2 blanques peó · e1 blanques torre · g1 blanques rei | c8 negres dama · g8 negres rei · c7 negres torre · f7 negres peó · g7 negres peó · h7 negres peó · g3 blanques dama · h3 blanques peó · f2 blanques peó · g2 blanques peó · e1 blanques torre · g1 blanques rei | c8 negres dama · g8 negres rei · c7 negres torre · f7 negres peó · g7 negres peó · h7 negres peó · g3 blanques dama · h3 blanques peó · f2 blanques peó · g2 blanques peó · e1 blanques torre · g1 blanques rei | c8 negres dama · g8 negres rei · c7 negres torre · f7 negres peó · g7 negres peó · h7 negres peó · g3 blanques dama · h3 blanques peó · f2 blanques peó · g2 blanques peó · e1 blanques torre · g1 blanques rei | c8 negres dama · g8 negres rei · c7 negres torre · f7 negres peó · g7 negres peó · h7 negres peó · g3 blanques dama · h3 blanques peó · f2 blanques peó · g2 blanques peó · e1 blanques torre · g1 blanques rei | c8 negres dama · g8 negres rei · c7 negres torre · f7 negres peó · g7 negres peó · h7 negres peó · g3 blanques dama · h3 blanques peó · f2 blanques peó · g2 blanques peó · e1 blanques torre · g1 blanques rei | 5 |
| 4 | c8 negres dama · g8 negres rei · c7 negres torre · f7 negres peó · g7 negres peó · h7 negres peó · g3 blanques dama · h3 blanques peó · f2 blanques peó · g2 blanques peó · e1 blanques torre · g1 blanques rei | c8 negres dama · g8 negres rei · c7 negres torre · f7 negres peó · g7 negres peó · h7 negres peó · g3 blanques dama · h3 blanques peó · f2 blanques peó · g2 blanques peó · e1 blanques torre · g1 blanques rei | c8 negres dama · g8 negres rei · c7 negres torre · f7 negres peó · g7 negres peó · h7 negres peó · g3 blanques dama · h3 blanques peó · f2 blanques peó · g2 blanques peó · e1 blanques torre · g1 blanques rei | c8 negres dama · g8 negres rei · c7 negres torre · f7 negres peó · g7 negres peó · h7 negres peó · g3 blanques dama · h3 blanques peó · f2 blanques peó · g2 blanques peó · e1 blanques torre · g1 blanques rei | c8 negres dama · g8 negres rei · c7 negres torre · f7 negres peó · g7 negres peó · h7 negres peó · g3 blanques dama · h3 blanques peó · f2 blanques peó · g2 blanques peó · e1 blanques torre · g1 blanques rei | c8 negres dama · g8 negres rei · c7 negres torre · f7 negres peó · g7 negres peó · h7 negres peó · g3 blanques dama · h3 blanques peó · f2 blanques peó · g2 blanques peó · e1 blanques torre · g1 blanques rei | c8 negres dama · g8 negres rei · c7 negres torre · f7 negres peó · g7 negres peó · h7 negres peó · g3 blanques dama · h3 blanques peó · f2 blanques peó · g2 blanques peó · e1 blanques torre · g1 blanques rei | c8 negres dama · g8 negres rei · c7 negres torre · f7 negres peó · g7 negres peó · h7 negres peó · g3 blanques dama · h3 blanques peó · f2 blanques peó · g2 blanques peó · e1 blanques torre · g1 blanques rei | 4 |
| 3 | c8 negres dama · g8 negres rei · c7 negres torre · f7 negres peó · g7 negres peó · h7 negres peó · g3 blanques dama · h3 blanques peó · f2 blanques peó · g2 blanques peó · e1 blanques torre · g1 blanques rei | c8 negres dama · g8 negres rei · c7 negres torre · f7 negres peó · g7 negres peó · h7 negres peó · g3 blanques dama · h3 blanques peó · f2 blanques peó · g2 blanques peó · e1 blanques torre · g1 blanques rei | c8 negres dama · g8 negres rei · c7 negres torre · f7 negres peó · g7 negres peó · h7 negres peó · g3 blanques dama · h3 blanques peó · f2 blanques peó · g2 blanques peó · e1 blanques torre · g1 blanques rei | c8 negres dama · g8 negres rei · c7 negres torre · f7 negres peó · g7 negres peó · h7 negres peó · g3 blanques dama · h3 blanques peó · f2 blanques peó · g2 blanques peó · e1 blanques torre · g1 blanques rei | c8 negres dama · g8 negres rei · c7 negres torre · f7 negres peó · g7 negres peó · h7 negres peó · g3 blanques dama · h3 blanques peó · f2 blanques peó · g2 blanques peó · e1 blanques torre · g1 blanques rei | c8 negres dama · g8 negres rei · c7 negres torre · f7 negres peó · g7 negres peó · h7 negres peó · g3 blanques dama · h3 blanques peó · f2 blanques peó · g2 blanques peó · e1 blanques torre · g1 blanques rei | c8 negres dama · g8 negres rei · c7 negres torre · f7 negres peó · g7 negres peó · h7 negres peó · g3 blanques dama · h3 blanques peó · f2 blanques peó · g2 blanques peó · e1 blanques torre · g1 blanques rei | c8 negres dama · g8 negres rei · c7 negres torre · f7 negres peó · g7 negres peó · h7 negres peó · g3 blanques dama · h3 blanques peó · f2 blanques peó · g2 blanques peó · e1 blanques torre · g1 blanques rei | 3 |
| 2 | c8 negres dama · g8 negres rei · c7 negres torre · f7 negres peó · g7 negres peó · h7 negres peó · g3 blanques dama · h3 blanques peó · f2 blanques peó · g2 blanques peó · e1 blanques torre · g1 blanques rei | c8 negres dama · g8 negres rei · c7 negres torre · f7 negres peó · g7 negres peó · h7 negres peó · g3 blanques dama · h3 blanques peó · f2 blanques peó · g2 blanques peó · e1 blanques torre · g1 blanques rei | c8 negres dama · g8 negres rei · c7 negres torre · f7 negres peó · g7 negres peó · h7 negres peó · g3 blanques dama · h3 blanques peó · f2 blanques peó · g2 blanques peó · e1 blanques torre · g1 blanques rei | c8 negres dama · g8 negres rei · c7 negres torre · f7 negres peó · g7 negres peó · h7 negres peó · g3 blanques dama · h3 blanques peó · f2 blanques peó · g2 blanques peó · e1 blanques torre · g1 blanques rei | c8 negres dama · g8 negres rei · c7 negres torre · f7 negres peó · g7 negres peó · h7 negres peó · g3 blanques dama · h3 blanques peó · f2 blanques peó · g2 blanques peó · e1 blanques torre · g1 blanques rei | c8 negres dama · g8 negres rei · c7 negres torre · f7 negres peó · g7 negres peó · h7 negres peó · g3 blanques dama · h3 blanques peó · f2 blanques peó · g2 blanques peó · e1 blanques torre · g1 blanques rei | c8 negres dama · g8 negres rei · c7 negres torre · f7 negres peó · g7 negres peó · h7 negres peó · g3 blanques dama · h3 blanques peó · f2 blanques peó · g2 blanques peó · e1 blanques torre · g1 blanques rei | c8 negres dama · g8 negres rei · c7 negres torre · f7 negres peó · g7 negres peó · h7 negres peó · g3 blanques dama · h3 blanques peó · f2 blanques peó · g2 blanques peó · e1 blanques torre · g1 blanques rei | 2 |
| 1 | c8 negres dama · g8 negres rei · c7 negres torre · f7 negres peó · g7 negres peó · h7 negres peó · g3 blanques dama · h3 blanques peó · f2 blanques peó · g2 blanques peó · e1 blanques torre · g1 blanques rei | c8 negres dama · g8 negres rei · c7 negres torre · f7 negres peó · g7 negres peó · h7 negres peó · g3 blanques dama · h3 blanques peó · f2 blanques peó · g2 blanques peó · e1 blanques torre · g1 blanques rei | c8 negres dama · g8 negres rei · c7 negres torre · f7 negres peó · g7 negres peó · h7 negres peó · g3 blanques dama · h3 blanques peó · f2 blanques peó · g2 blanques peó · e1 blanques torre · g1 blanques rei | c8 negres dama · g8 negres rei · c7 negres torre · f7 negres peó · g7 negres peó · h7 negres peó · g3 blanques dama · h3 blanques peó · f2 blanques peó · g2 blanques peó · e1 blanques torre · g1 blanques rei | c8 negres dama · g8 negres rei · c7 negres torre · f7 negres peó · g7 negres peó · h7 negres peó · g3 blanques dama · h3 blanques peó · f2 blanques peó · g2 blanques peó · e1 blanques torre · g1 blanques rei | c8 negres dama · g8 negres rei · c7 negres torre · f7 negres peó · g7 negres peó · h7 negres peó · g3 blanques dama · h3 blanques peó · f2 blanques peó · g2 blanques peó · e1 blanques torre · g1 blanques rei | c8 negres dama · g8 negres rei · c7 negres torre · f7 negres peó · g7 negres peó · h7 negres peó · g3 blanques dama · h3 blanques peó · f2 blanques peó · g2 blanques peó · e1 blanques torre · g1 blanques rei | c8 negres dama · g8 negres rei · c7 negres torre · f7 negres peó · g7 negres peó · h7 negres peó · g3 blanques dama · h3 blanques peó · f2 blanques peó · g2 blanques peó · e1 blanques torre · g1 blanques rei | 1 |
|   | a | b | c | d | e | f | g | h |   |

Al Diagrama 2 la dama negra defensa alhora l'amenaça de mat a e8 de la torre blanca, i la torre de c7, amenaçada per la dama blanca. Llavors, la jugada

1. Dxc7 guanya, perquè la recaptura Dxc7 permetria 2. Te8#. La dama negra està per tant, sobrecarregada.
|   | a | b | c | d | e | f | g | h |   |
| 8 | e8 blanques alfil · g8 negres rei · a7 negres peó · f7 negres peó · g7 negres peó · b6 negres peó · f6 negres dama · g6 negres cavall · h6 negres peó · c5 negres alfil · d5 blanques torre · a4 blanques dama · f3 blanques peó · g3 blanques peó · e2 negres torre · h2 blanques peó · f1 blanques torre · h1 blanques rei | e8 blanques alfil · g8 negres rei · a7 negres peó · f7 negres peó · g7 negres peó · b6 negres peó · f6 negres dama · g6 negres cavall · h6 negres peó · c5 negres alfil · d5 blanques torre · a4 blanques dama · f3 blanques peó · g3 blanques peó · e2 negres torre · h2 blanques peó · f1 blanques torre · h1 blanques rei | e8 blanques alfil · g8 negres rei · a7 negres peó · f7 negres peó · g7 negres peó · b6 negres peó · f6 negres dama · g6 negres cavall · h6 negres peó · c5 negres alfil · d5 blanques torre · a4 blanques dama · f3 blanques peó · g3 blanques peó · e2 negres torre · h2 blanques peó · f1 blanques torre · h1 blanques rei | e8 blanques alfil · g8 negres rei · a7 negres peó · f7 negres peó · g7 negres peó · b6 negres peó · f6 negres dama · g6 negres cavall · h6 negres peó · c5 negres alfil · d5 blanques torre · a4 blanques dama · f3 blanques peó · g3 blanques peó · e2 negres torre · h2 blanques peó · f1 blanques torre · h1 blanques rei | e8 blanques alfil · g8 negres rei · a7 negres peó · f7 negres peó · g7 negres peó · b6 negres peó · f6 negres dama · g6 negres cavall · h6 negres peó · c5 negres alfil · d5 blanques torre · a4 blanques dama · f3 blanques peó · g3 blanques peó · e2 negres torre · h2 blanques peó · f1 blanques torre · h1 blanques rei | e8 blanques alfil · g8 negres rei · a7 negres peó · f7 negres peó · g7 negres peó · b6 negres peó · f6 negres dama · g6 negres cavall · h6 negres peó · c5 negres alfil · d5 blanques torre · a4 blanques dama · f3 blanques peó · g3 blanques peó · e2 negres torre · h2 blanques peó · f1 blanques torre · h1 blanques rei | e8 blanques alfil · g8 negres rei · a7 negres peó · f7 negres peó · g7 negres peó · b6 negres peó · f6 negres dama · g6 negres cavall · h6 negres peó · c5 negres alfil · d5 blanques torre · a4 blanques dama · f3 blanques peó · g3 blanques peó · e2 negres torre · h2 blanques peó · f1 blanques torre · h1 blanques rei | e8 blanques alfil · g8 negres rei · a7 negres peó · f7 negres peó · g7 negres peó · b6 negres peó · f6 negres dama · g6 negres cavall · h6 negres peó · c5 negres alfil · d5 blanques torre · a4 blanques dama · f3 blanques peó · g3 blanques peó · e2 negres torre · h2 blanques peó · f1 blanques torre · h1 blanques rei | 8 |
| 7 | e8 blanques alfil · g8 negres rei · a7 negres peó · f7 negres peó · g7 negres peó · b6 negres peó · f6 negres dama · g6 negres cavall · h6 negres peó · c5 negres alfil · d5 blanques torre · a4 blanques dama · f3 blanques peó · g3 blanques peó · e2 negres torre · h2 blanques peó · f1 blanques torre · h1 blanques rei | e8 blanques alfil · g8 negres rei · a7 negres peó · f7 negres peó · g7 negres peó · b6 negres peó · f6 negres dama · g6 negres cavall · h6 negres peó · c5 negres alfil · d5 blanques torre · a4 blanques dama · f3 blanques peó · g3 blanques peó · e2 negres torre · h2 blanques peó · f1 blanques torre · h1 blanques rei | e8 blanques alfil · g8 negres rei · a7 negres peó · f7 negres peó · g7 negres peó · b6 negres peó · f6 negres dama · g6 negres cavall · h6 negres peó · c5 negres alfil · d5 blanques torre · a4 blanques dama · f3 blanques peó · g3 blanques peó · e2 negres torre · h2 blanques peó · f1 blanques torre · h1 blanques rei | e8 blanques alfil · g8 negres rei · a7 negres peó · f7 negres peó · g7 negres peó · b6 negres peó · f6 negres dama · g6 negres cavall · h6 negres peó · c5 negres alfil · d5 blanques torre · a4 blanques dama · f3 blanques peó · g3 blanques peó · e2 negres torre · h2 blanques peó · f1 blanques torre · h1 blanques rei | e8 blanques alfil · g8 negres rei · a7 negres peó · f7 negres peó · g7 negres peó · b6 negres peó · f6 negres dama · g6 negres cavall · h6 negres peó · c5 negres alfil · d5 blanques torre · a4 blanques dama · f3 blanques peó · g3 blanques peó · e2 negres torre · h2 blanques peó · f1 blanques torre · h1 blanques rei | e8 blanques alfil · g8 negres rei · a7 negres peó · f7 negres peó · g7 negres peó · b6 negres peó · f6 negres dama · g6 negres cavall · h6 negres peó · c5 negres alfil · d5 blanques torre · a4 blanques dama · f3 blanques peó · g3 blanques peó · e2 negres torre · h2 blanques peó · f1 blanques torre · h1 blanques rei | e8 blanques alfil · g8 negres rei · a7 negres peó · f7 negres peó · g7 negres peó · b6 negres peó · f6 negres dama · g6 negres cavall · h6 negres peó · c5 negres alfil · d5 blanques torre · a4 blanques dama · f3 blanques peó · g3 blanques peó · e2 negres torre · h2 blanques peó · f1 blanques torre · h1 blanques rei | e8 blanques alfil · g8 negres rei · a7 negres peó · f7 negres peó · g7 negres peó · b6 negres peó · f6 negres dama · g6 negres cavall · h6 negres peó · c5 negres alfil · d5 blanques torre · a4 blanques dama · f3 blanques peó · g3 blanques peó · e2 negres torre · h2 blanques peó · f1 blanques torre · h1 blanques rei | 7 |
| 6 | e8 blanques alfil · g8 negres rei · a7 negres peó · f7 negres peó · g7 negres peó · b6 negres peó · f6 negres dama · g6 negres cavall · h6 negres peó · c5 negres alfil · d5 blanques torre · a4 blanques dama · f3 blanques peó · g3 blanques peó · e2 negres torre · h2 blanques peó · f1 blanques torre · h1 blanques rei | e8 blanques alfil · g8 negres rei · a7 negres peó · f7 negres peó · g7 negres peó · b6 negres peó · f6 negres dama · g6 negres cavall · h6 negres peó · c5 negres alfil · d5 blanques torre · a4 blanques dama · f3 blanques peó · g3 blanques peó · e2 negres torre · h2 blanques peó · f1 blanques torre · h1 blanques rei | e8 blanques alfil · g8 negres rei · a7 negres peó · f7 negres peó · g7 negres peó · b6 negres peó · f6 negres dama · g6 negres cavall · h6 negres peó · c5 negres alfil · d5 blanques torre · a4 blanques dama · f3 blanques peó · g3 blanques peó · e2 negres torre · h2 blanques peó · f1 blanques torre · h1 blanques rei | e8 blanques alfil · g8 negres rei · a7 negres peó · f7 negres peó · g7 negres peó · b6 negres peó · f6 negres dama · g6 negres cavall · h6 negres peó · c5 negres alfil · d5 blanques torre · a4 blanques dama · f3 blanques peó · g3 blanques peó · e2 negres torre · h2 blanques peó · f1 blanques torre · h1 blanques rei | e8 blanques alfil · g8 negres rei · a7 negres peó · f7 negres peó · g7 negres peó · b6 negres peó · f6 negres dama · g6 negres cavall · h6 negres peó · c5 negres alfil · d5 blanques torre · a4 blanques dama · f3 blanques peó · g3 blanques peó · e2 negres torre · h2 blanques peó · f1 blanques torre · h1 blanques rei | e8 blanques alfil · g8 negres rei · a7 negres peó · f7 negres peó · g7 negres peó · b6 negres peó · f6 negres dama · g6 negres cavall · h6 negres peó · c5 negres alfil · d5 blanques torre · a4 blanques dama · f3 blanques peó · g3 blanques peó · e2 negres torre · h2 blanques peó · f1 blanques torre · h1 blanques rei | e8 blanques alfil · g8 negres rei · a7 negres peó · f7 negres peó · g7 negres peó · b6 negres peó · f6 negres dama · g6 negres cavall · h6 negres peó · c5 negres alfil · d5 blanques torre · a4 blanques dama · f3 blanques peó · g3 blanques peó · e2 negres torre · h2 blanques peó · f1 blanques torre · h1 blanques rei | e8 blanques alfil · g8 negres rei · a7 negres peó · f7 negres peó · g7 negres peó · b6 negres peó · f6 negres dama · g6 negres cavall · h6 negres peó · c5 negres alfil · d5 blanques torre · a4 blanques dama · f3 blanques peó · g3 blanques peó · e2 negres torre · h2 blanques peó · f1 blanques torre · h1 blanques rei | 6 |
| 5 | e8 blanques alfil · g8 negres rei · a7 negres peó · f7 negres peó · g7 negres peó · b6 negres peó · f6 negres dama · g6 negres cavall · h6 negres peó · c5 negres alfil · d5 blanques torre · a4 blanques dama · f3 blanques peó · g3 blanques peó · e2 negres torre · h2 blanques peó · f1 blanques torre · h1 blanques rei | e8 blanques alfil · g8 negres rei · a7 negres peó · f7 negres peó · g7 negres peó · b6 negres peó · f6 negres dama · g6 negres cavall · h6 negres peó · c5 negres alfil · d5 blanques torre · a4 blanques dama · f3 blanques peó · g3 blanques peó · e2 negres torre · h2 blanques peó · f1 blanques torre · h1 blanques rei | e8 blanques alfil · g8 negres rei · a7 negres peó · f7 negres peó · g7 negres peó · b6 negres peó · f6 negres dama · g6 negres cavall · h6 negres peó · c5 negres alfil · d5 blanques torre · a4 blanques dama · f3 blanques peó · g3 blanques peó · e2 negres torre · h2 blanques peó · f1 blanques torre · h1 blanques rei | e8 blanques alfil · g8 negres rei · a7 negres peó · f7 negres peó · g7 negres peó · b6 negres peó · f6 negres dama · g6 negres cavall · h6 negres peó · c5 negres alfil · d5 blanques torre · a4 blanques dama · f3 blanques peó · g3 blanques peó · e2 negres torre · h2 blanques peó · f1 blanques torre · h1 blanques rei | e8 blanques alfil · g8 negres rei · a7 negres peó · f7 negres peó · g7 negres peó · b6 negres peó · f6 negres dama · g6 negres cavall · h6 negres peó · c5 negres alfil · d5 blanques torre · a4 blanques dama · f3 blanques peó · g3 blanques peó · e2 negres torre · h2 blanques peó · f1 blanques torre · h1 blanques rei | e8 blanques alfil · g8 negres rei · a7 negres peó · f7 negres peó · g7 negres peó · b6 negres peó · f6 negres dama · g6 negres cavall · h6 negres peó · c5 negres alfil · d5 blanques torre · a4 blanques dama · f3 blanques peó · g3 blanques peó · e2 negres torre · h2 blanques peó · f1 blanques torre · h1 blanques rei | e8 blanques alfil · g8 negres rei · a7 negres peó · f7 negres peó · g7 negres peó · b6 negres peó · f6 negres dama · g6 negres cavall · h6 negres peó · c5 negres alfil · d5 blanques torre · a4 blanques dama · f3 blanques peó · g3 blanques peó · e2 negres torre · h2 blanques peó · f1 blanques torre · h1 blanques rei | e8 blanques alfil · g8 negres rei · a7 negres peó · f7 negres peó · g7 negres peó · b6 negres peó · f6 negres dama · g6 negres cavall · h6 negres peó · c5 negres alfil · d5 blanques torre · a4 blanques dama · f3 blanques peó · g3 blanques peó · e2 negres torre · h2 blanques peó · f1 blanques torre · h1 blanques rei | 5 |
| 4 | e8 blanques alfil · g8 negres rei · a7 negres peó · f7 negres peó · g7 negres peó · b6 negres peó · f6 negres dama · g6 negres cavall · h6 negres peó · c5 negres alfil · d5 blanques torre · a4 blanques dama · f3 blanques peó · g3 blanques peó · e2 negres torre · h2 blanques peó · f1 blanques torre · h1 blanques rei | e8 blanques alfil · g8 negres rei · a7 negres peó · f7 negres peó · g7 negres peó · b6 negres peó · f6 negres dama · g6 negres cavall · h6 negres peó · c5 negres alfil · d5 blanques torre · a4 blanques dama · f3 blanques peó · g3 blanques peó · e2 negres torre · h2 blanques peó · f1 blanques torre · h1 blanques rei | e8 blanques alfil · g8 negres rei · a7 negres peó · f7 negres peó · g7 negres peó · b6 negres peó · f6 negres dama · g6 negres cavall · h6 negres peó · c5 negres alfil · d5 blanques torre · a4 blanques dama · f3 blanques peó · g3 blanques peó · e2 negres torre · h2 blanques peó · f1 blanques torre · h1 blanques rei | e8 blanques alfil · g8 negres rei · a7 negres peó · f7 negres peó · g7 negres peó · b6 negres peó · f6 negres dama · g6 negres cavall · h6 negres peó · c5 negres alfil · d5 blanques torre · a4 blanques dama · f3 blanques peó · g3 blanques peó · e2 negres torre · h2 blanques peó · f1 blanques torre · h1 blanques rei | e8 blanques alfil · g8 negres rei · a7 negres peó · f7 negres peó · g7 negres peó · b6 negres peó · f6 negres dama · g6 negres cavall · h6 negres peó · c5 negres alfil · d5 blanques torre · a4 blanques dama · f3 blanques peó · g3 blanques peó · e2 negres torre · h2 blanques peó · f1 blanques torre · h1 blanques rei | e8 blanques alfil · g8 negres rei · a7 negres peó · f7 negres peó · g7 negres peó · b6 negres peó · f6 negres dama · g6 negres cavall · h6 negres peó · c5 negres alfil · d5 blanques torre · a4 blanques dama · f3 blanques peó · g3 blanques peó · e2 negres torre · h2 blanques peó · f1 blanques torre · h1 blanques rei | e8 blanques alfil · g8 negres rei · a7 negres peó · f7 negres peó · g7 negres peó · b6 negres peó · f6 negres dama · g6 negres cavall · h6 negres peó · c5 negres alfil · d5 blanques torre · a4 blanques dama · f3 blanques peó · g3 blanques peó · e2 negres torre · h2 blanques peó · f1 blanques torre · h1 blanques rei | e8 blanques alfil · g8 negres rei · a7 negres peó · f7 negres peó · g7 negres peó · b6 negres peó · f6 negres dama · g6 negres cavall · h6 negres peó · c5 negres alfil · d5 blanques torre · a4 blanques dama · f3 blanques peó · g3 blanques peó · e2 negres torre · h2 blanques peó · f1 blanques torre · h1 blanques rei | 4 |
| 3 | e8 blanques alfil · g8 negres rei · a7 negres peó · f7 negres peó · g7 negres peó · b6 negres peó · f6 negres dama · g6 negres cavall · h6 negres peó · c5 negres alfil · d5 blanques torre · a4 blanques dama · f3 blanques peó · g3 blanques peó · e2 negres torre · h2 blanques peó · f1 blanques torre · h1 blanques rei | e8 blanques alfil · g8 negres rei · a7 negres peó · f7 negres peó · g7 negres peó · b6 negres peó · f6 negres dama · g6 negres cavall · h6 negres peó · c5 negres alfil · d5 blanques torre · a4 blanques dama · f3 blanques peó · g3 blanques peó · e2 negres torre · h2 blanques peó · f1 blanques torre · h1 blanques rei | e8 blanques alfil · g8 negres rei · a7 negres peó · f7 negres peó · g7 negres peó · b6 negres peó · f6 negres dama · g6 negres cavall · h6 negres peó · c5 negres alfil · d5 blanques torre · a4 blanques dama · f3 blanques peó · g3 blanques peó · e2 negres torre · h2 blanques peó · f1 blanques torre · h1 blanques rei | e8 blanques alfil · g8 negres rei · a7 negres peó · f7 negres peó · g7 negres peó · b6 negres peó · f6 negres dama · g6 negres cavall · h6 negres peó · c5 negres alfil · d5 blanques torre · a4 blanques dama · f3 blanques peó · g3 blanques peó · e2 negres torre · h2 blanques peó · f1 blanques torre · h1 blanques rei | e8 blanques alfil · g8 negres rei · a7 negres peó · f7 negres peó · g7 negres peó · b6 negres peó · f6 negres dama · g6 negres cavall · h6 negres peó · c5 negres alfil · d5 blanques torre · a4 blanques dama · f3 blanques peó · g3 blanques peó · e2 negres torre · h2 blanques peó · f1 blanques torre · h1 blanques rei | e8 blanques alfil · g8 negres rei · a7 negres peó · f7 negres peó · g7 negres peó · b6 negres peó · f6 negres dama · g6 negres cavall · h6 negres peó · c5 negres alfil · d5 blanques torre · a4 blanques dama · f3 blanques peó · g3 blanques peó · e2 negres torre · h2 blanques peó · f1 blanques torre · h1 blanques rei | e8 blanques alfil · g8 negres rei · a7 negres peó · f7 negres peó · g7 negres peó · b6 negres peó · f6 negres dama · g6 negres cavall · h6 negres peó · c5 negres alfil · d5 blanques torre · a4 blanques dama · f3 blanques peó · g3 blanques peó · e2 negres torre · h2 blanques peó · f1 blanques torre · h1 blanques rei | e8 blanques alfil · g8 negres rei · a7 negres peó · f7 negres peó · g7 negres peó · b6 negres peó · f6 negres dama · g6 negres cavall · h6 negres peó · c5 negres alfil · d5 blanques torre · a4 blanques dama · f3 blanques peó · g3 blanques peó · e2 negres torre · h2 blanques peó · f1 blanques torre · h1 blanques rei | 3 |
| 2 | e8 blanques alfil · g8 negres rei · a7 negres peó · f7 negres peó · g7 negres peó · b6 negres peó · f6 negres dama · g6 negres cavall · h6 negres peó · c5 negres alfil · d5 blanques torre · a4 blanques dama · f3 blanques peó · g3 blanques peó · e2 negres torre · h2 blanques peó · f1 blanques torre · h1 blanques rei | e8 blanques alfil · g8 negres rei · a7 negres peó · f7 negres peó · g7 negres peó · b6 negres peó · f6 negres dama · g6 negres cavall · h6 negres peó · c5 negres alfil · d5 blanques torre · a4 blanques dama · f3 blanques peó · g3 blanques peó · e2 negres torre · h2 blanques peó · f1 blanques torre · h1 blanques rei | e8 blanques alfil · g8 negres rei · a7 negres peó · f7 negres peó · g7 negres peó · b6 negres peó · f6 negres dama · g6 negres cavall · h6 negres peó · c5 negres alfil · d5 blanques torre · a4 blanques dama · f3 blanques peó · g3 blanques peó · e2 negres torre · h2 blanques peó · f1 blanques torre · h1 blanques rei | e8 blanques alfil · g8 negres rei · a7 negres peó · f7 negres peó · g7 negres peó · b6 negres peó · f6 negres dama · g6 negres cavall · h6 negres peó · c5 negres alfil · d5 blanques torre · a4 blanques dama · f3 blanques peó · g3 blanques peó · e2 negres torre · h2 blanques peó · f1 blanques torre · h1 blanques rei | e8 blanques alfil · g8 negres rei · a7 negres peó · f7 negres peó · g7 negres peó · b6 negres peó · f6 negres dama · g6 negres cavall · h6 negres peó · c5 negres alfil · d5 blanques torre · a4 blanques dama · f3 blanques peó · g3 blanques peó · e2 negres torre · h2 blanques peó · f1 blanques torre · h1 blanques rei | e8 blanques alfil · g8 negres rei · a7 negres peó · f7 negres peó · g7 negres peó · b6 negres peó · f6 negres dama · g6 negres cavall · h6 negres peó · c5 negres alfil · d5 blanques torre · a4 blanques dama · f3 blanques peó · g3 blanques peó · e2 negres torre · h2 blanques peó · f1 blanques torre · h1 blanques rei | e8 blanques alfil · g8 negres rei · a7 negres peó · f7 negres peó · g7 negres peó · b6 negres peó · f6 negres dama · g6 negres cavall · h6 negres peó · c5 negres alfil · d5 blanques torre · a4 blanques dama · f3 blanques peó · g3 blanques peó · e2 negres torre · h2 blanques peó · f1 blanques torre · h1 blanques rei | e8 blanques alfil · g8 negres rei · a7 negres peó · f7 negres peó · g7 negres peó · b6 negres peó · f6 negres dama · g6 negres cavall · h6 negres peó · c5 negres alfil · d5 blanques torre · a4 blanques dama · f3 blanques peó · g3 blanques peó · e2 negres torre · h2 blanques peó · f1 blanques torre · h1 blanques rei | 2 |
| 1 | e8 blanques alfil · g8 negres rei · a7 negres peó · f7 negres peó · g7 negres peó · b6 negres peó · f6 negres dama · g6 negres cavall · h6 negres peó · c5 negres alfil · d5 blanques torre · a4 blanques dama · f3 blanques peó · g3 blanques peó · e2 negres torre · h2 blanques peó · f1 blanques torre · h1 blanques rei | e8 blanques alfil · g8 negres rei · a7 negres peó · f7 negres peó · g7 negres peó · b6 negres peó · f6 negres dama · g6 negres cavall · h6 negres peó · c5 negres alfil · d5 blanques torre · a4 blanques dama · f3 blanques peó · g3 blanques peó · e2 negres torre · h2 blanques peó · f1 blanques torre · h1 blanques rei | e8 blanques alfil · g8 negres rei · a7 negres peó · f7 negres peó · g7 negres peó · b6 negres peó · f6 negres dama · g6 negres cavall · h6 negres peó · c5 negres alfil · d5 blanques torre · a4 blanques dama · f3 blanques peó · g3 blanques peó · e2 negres torre · h2 blanques peó · f1 blanques torre · h1 blanques rei | e8 blanques alfil · g8 negres rei · a7 negres peó · f7 negres peó · g7 negres peó · b6 negres peó · f6 negres dama · g6 negres cavall · h6 negres peó · c5 negres alfil · d5 blanques torre · a4 blanques dama · f3 blanques peó · g3 blanques peó · e2 negres torre · h2 blanques peó · f1 blanques torre · h1 blanques rei | e8 blanques alfil · g8 negres rei · a7 negres peó · f7 negres peó · g7 negres peó · b6 negres peó · f6 negres dama · g6 negres cavall · h6 negres peó · c5 negres alfil · d5 blanques torre · a4 blanques dama · f3 blanques peó · g3 blanques peó · e2 negres torre · h2 blanques peó · f1 blanques torre · h1 blanques rei | e8 blanques alfil · g8 negres rei · a7 negres peó · f7 negres peó · g7 negres peó · b6 negres peó · f6 negres dama · g6 negres cavall · h6 negres peó · c5 negres alfil · d5 blanques torre · a4 blanques dama · f3 blanques peó · g3 blanques peó · e2 negres torre · h2 blanques peó · f1 blanques torre · h1 blanques rei | e8 blanques alfil · g8 negres rei · a7 negres peó · f7 negres peó · g7 negres peó · b6 negres peó · f6 negres dama · g6 negres cavall · h6 negres peó · c5 negres alfil · d5 blanques torre · a4 blanques dama · f3 blanques peó · g3 blanques peó · e2 negres torre · h2 blanques peó · f1 blanques torre · h1 blanques rei | e8 blanques alfil · g8 negres rei · a7 negres peó · f7 negres peó · g7 negres peó · b6 negres peó · f6 negres dama · g6 negres cavall · h6 negres peó · c5 negres alfil · d5 blanques torre · a4 blanques dama · f3 blanques peó · g3 blanques peó · e2 negres torre · h2 blanques peó · f1 blanques torre · h1 blanques rei | 1 |
|   | a | b | c | d | e | f | g | h |   |

A la partida Krasenkow-Kàrpov, de la primera ronda del Torneig Corus de 2003, es va assolir la posició del diagrama, essent el torn de les negres. La torre blanca de f1 està lligada a la defensa del peó de f3, i usant el tema de la sobrecàrrega, les negres varen guanyar immediatament amb el moviment 1... Te1. Si 2.Txe1, capturant la peça atacant, o 2. Dc4, defensant la torre, seguiria 2... Dxf3#.
Si 2.Rg2, defensant el peó, llavors, 2... Txf1 3.Rxf1 Dxf3+ i 4...Dxd5 guanyant material amb efectes decisius.